# كيليان ولس
كيليان ولس (بالإنجليزية: Killian Wells)‏ هو مغن مؤلف ومنتج أسطوانات أمريكي، ولد في 13 نوفمبر 1988.

## وصلات خارجية
- كيليان ولس على موقع IMDb (الإنجليزية)